# 영산 휴게소
영산휴게소(Yeongsan Service Area)는 경상남도 창녕군 영산면 장척호수길 56-100 (신재리) 에 위치한 중부내륙고속도로의 고속도로 휴게소이다. 창원 방향 휴게소만 존재한다.

## 시설
- 주차장
- 화장실
- 식당
- 수유실
- 현금 자동 입출금기
- 정유소 : 알뜰주유소, S-OIL(LPG)
- 매점
- 브랜드매장 : 탐앤탐스
- 전기차충전소

## 전후
양평 방향
- 남지 나늘목→영산휴게소→영산 나들목
- 칠서휴게소→영산휴게소→남성주참외휴게소

창원 방향
- 남지 나늘목 ←영산휴게소←영산 나들목
- 칠서휴게소←영산휴게소←남성주참외휴게소